# Acanthodelta dejeanii
Acanthodelta dejeanii är en fjärilsart som beskrevs av Jean Baptiste Boisduval 1833. Acanthodelta dejeanii ingår i släktet Acanthodelta och familjen nattflyn. Inga underarter finns listade i Catalogue of Life.